# توکوگاوا ایه‌یوشی
توکوگاوا ایه‌یوشی (انگلیسی: Tokugawa Ieyoshi; ۲۲ ژوئن ۱۷۹۳ – ۲۷ ژوئیهٔ ۱۸۵۳) دوازدهمین شوگون از شوگون‌سالاری توکوگاوا بود.
وی به فاصله کمی پس از اردوکشی ناخدا پری به ژاپن در ۸ اوت سال ۱۸۵۳، در روز ۲۷ اوت همان سال در اثر پیش آمدن نارسایی قلبی به موجب گرمازدگی درگذشت. وی ۱۴ پسر و ۱۳ دختر داشت که تمامی آنان به غیر از پسر چهارم وی توکوگاوا ایه‌سادا (شوگون سیزدهم) قبل از رسیدن به سن بلوغ درگذشتند. مادر پسر و جانشین وی توکوگاوا ایه‌سادا، همسر غیراصلی بود و هونجواین نام داشت. ایه‌سادا نیز از کودکی بیمار بود و بشدت از ظاهر شدن در انظار نفرت داشت.